# Francesco Sforza (cardinal)
Francesco Sforza (né le 6 novembre 1562 à Parme, dans la capitale du duché de Parme et mort à Rome le 9 septembre 1624) est un cardinal italien des XVIe siècle et XVIIe siècles. 
Il est un neveu des cardinaux Guido Ascanio Sforza di Santa Fiora (1534), Roberto de' Nobili (1553) et Alessandro Sforza (1565), un grand-neveu du pape Paul III (1534-1549) et un parent du cardinal Federico Sforza (1645).

## Biographie
Il est le fils de Caterina de Nobili et de Sforza Ier Sforza de Castell'Arquato, et le frère de Costanza Sforza, duchesse de Sora.
Francesco Sforza est marié avec la sœur du grand-duc Francesco de Toscane et fait de service militaire en Flandre sous son cousin, le fameux Alessandro Farnese. Le roi Philippe II d'Espagne le nomme commandant des troupes italiennes en Flandre. Francesco Sforza devient clerc romain après la mort de sa femme. Sans être prêtre, il fait une belle carrière ecclésiastique très rapidement. 
Le pape Grégoire XIII le crée cardinal lors du consistoire du 12 décembre 1583. 
De 1591 à 1597, il est légat en Romagne pour libérer le territoire des bandits. Le cardinal Sforza participe au conclave de 1585, lors duquel Sixte V est élu pape, ainsi qu'à ceux de 1590 (élection d'Urbain VII et de Grégoire XIV), à celui de 1591 (élection d'Innocent IX), à celui de 1592 (élection de Clément VIII), à ceux de 1605 (élection de Léon X et de Paul V), à celui de 1621 (élection de Grégoire XV) et enfin à celui de 1623 (élection d'Urbain VIII). 
Le cardinal Francesco Sforza est cardinal proto-diacre de 1588 à 1617, proto-prêtre de 1617 à 1618 puis vice-doyen du Collège des cardinaux. Il est consacré le 1er mai 1618 cardinal-évêque d'Albano par Paul V avec comme co-consécrateurs Scipione Caffarelli-Borghese et Giulio Savelli.

## Succession apostolique
Francesco Sforza a ordonné les évêques suivants :
- Évêque Stefano de Rosis (1624)